# Fort Amherst (St. John's)
Fort Amherst is een buurt in de Canadese stad St. John's, de hoofdstad van de provincie Newfoundland en Labrador. Ze bevindt zich aan de rotsachtige zuidzijde van The Narrows, de smalle toegang tot de natuurlijke haven van St. John's.
Behalve een handvol gezinswoningen omvat Fort Amherst ook een kleine haven, een vuurtoren en de overblijfselen van geschutsopstellingen uit de Tweede Wereldoorlog. In 2024 werd begonnen met de uitbreiding van de haveninfrastructuur ten voordele van vissersboten.

## Geschiedenis
In de jaren 1770 werd op deze strategische locatie een fort gebouwd om de toegang tot de haven van de stad te beschermen. Het fort werd vernoemd naar William Amherst die er in 1762 in slaagde om de stad te heroveren op de Fransen. Gedurende vrijwel zijn hele bestaan werkte Fort Amherst samen met het aan de overkant van The Narrows gelegen Fort Waldegrave.
In 1810 werd nabij het fort de eerste vuurtoren van Newfoundland gebouwd. In de loop van de 19e eeuw kwam het oorspronkelijke fort in verval en op heden zijn er geen zichtbare sporen meer van.
Het militaire belang van de locatie werd opnieuw onderstreept tijdens de Tweede Wereldoorlog. Er werden toen geschutsopstellingen gebouwd ter verdediging van de haven tegen Duitse U-boten. Op twee van deze opstellingen staan nog steeds de originele QF 4.7-inch Mk I-kanonnen.
In 1951 werd de huidige vuurtoren van Fort Amherst gebouwd.

### Erkenning
In 1951 werd de site van het voormalige 18e-eeuwse fort erkend als National Historic Site of Canada. Het is daarmee een van de eerste drie zulke sites van de provincie.
De verdedigingswerken uit de Tweede Wereldoorlog maken sinds 1993 deel uit van een andere National Historic Site. De versterkingen van Fort Amherst, Fort Cape Spear en Fort Chain Rock zijn gezamenlijk immers erkend onder de noemer "kustverdedigingswerken van St. John's uit de Tweede Wereldoorlog".

## Geografie
De buurt Fort Amherst ligt in vogelvlucht anderhalve kilometer ten oosten van Downtown St. John's. De beperkte bebouwing ligt geprangd tussen enerzijds de haven van de stad en The Narrows en anderzijds de erg steile rotsen vlak achter de kustlijn. Vanaf Fort Amherst is er een indrukwekkend uitzicht op de aan de overkant van The Narrows gelegen Signal Hill met erbovenop Cabot Tower.

## Galerij

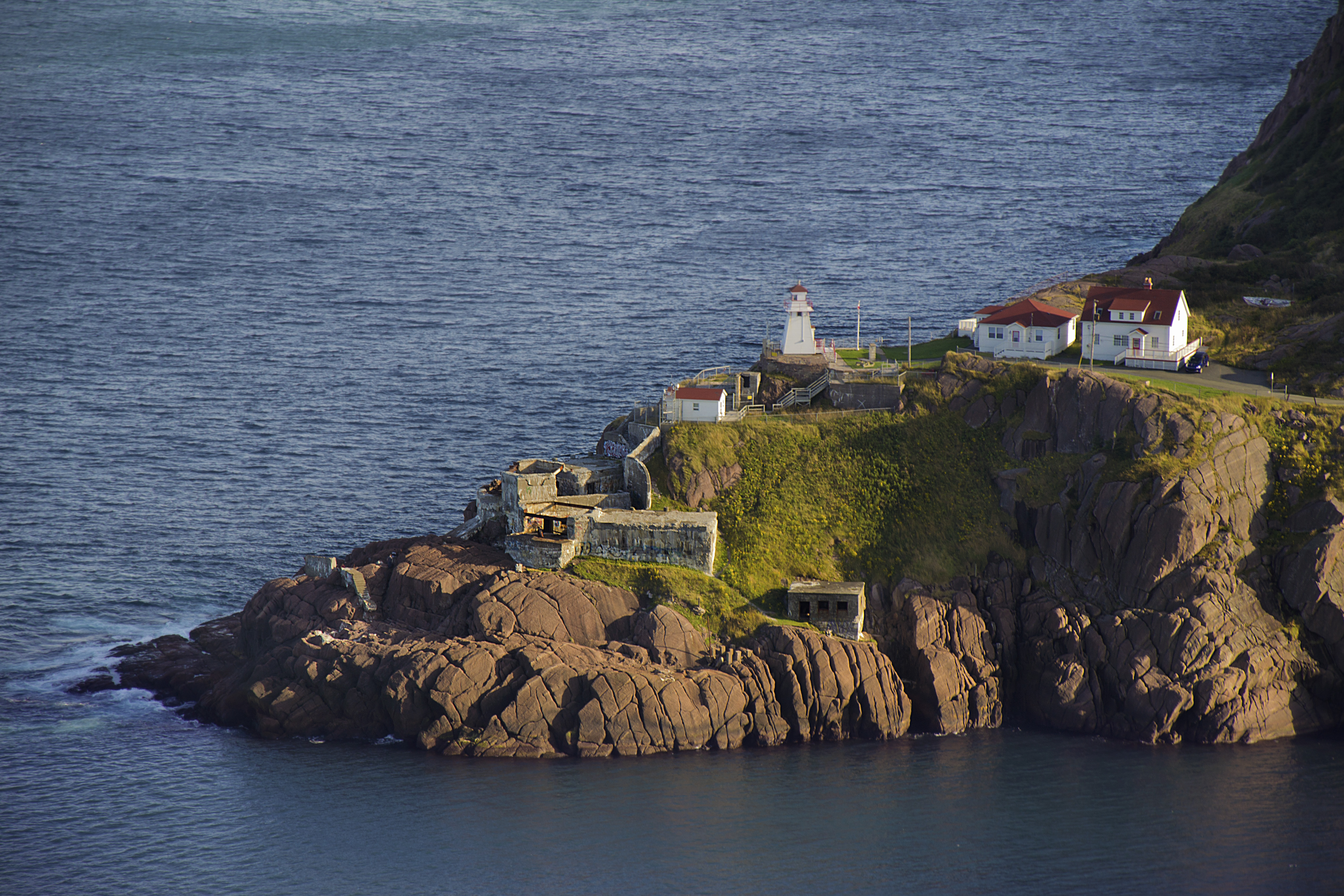
Het oostelijke uiteinde van Fort Amherst gezien vanop Signal Hill
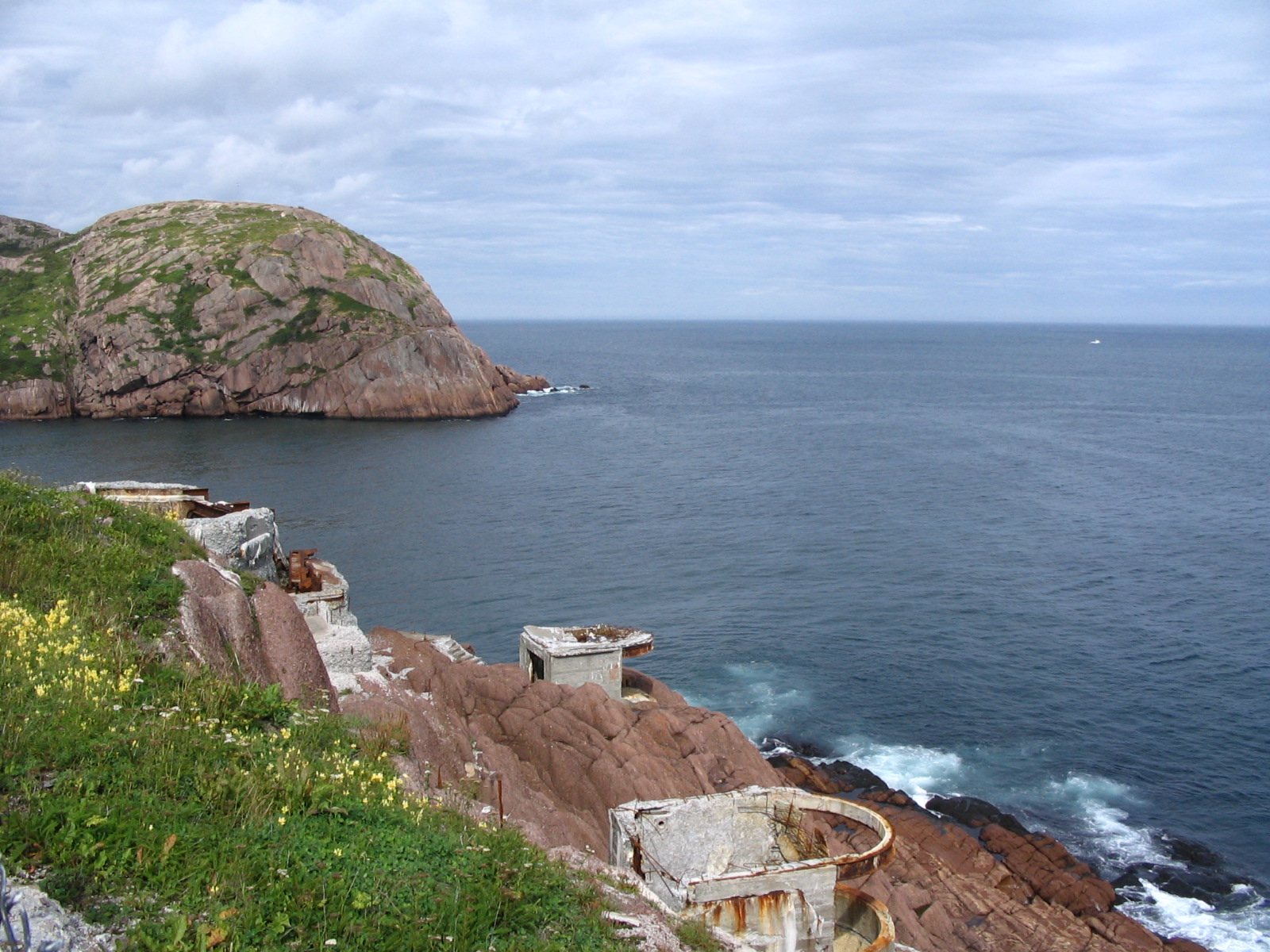
Geschutsopstellingen uit WO II
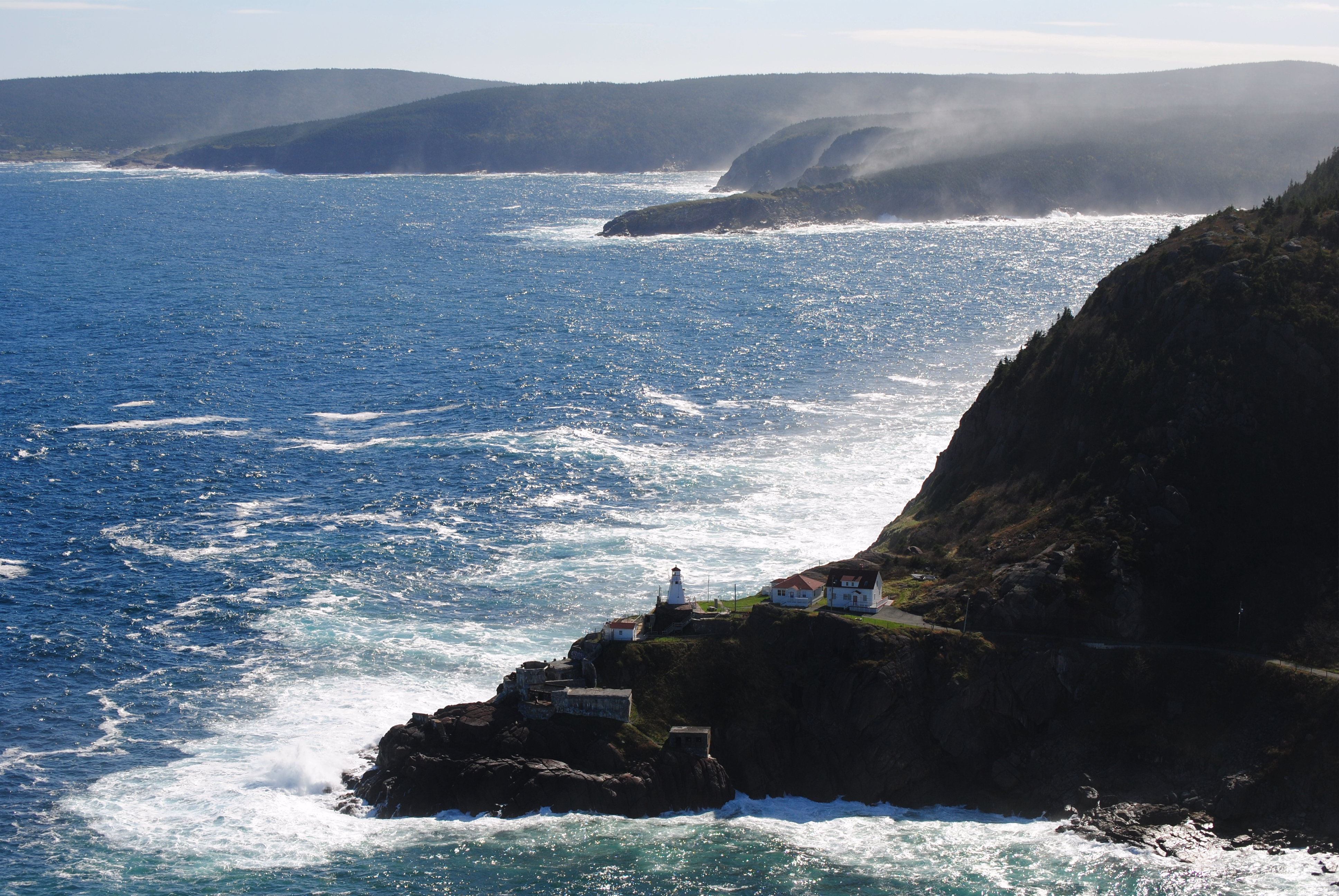
Zicht op Fort Amherst en het omliggende landschap